# Friedrich Georg Prosper von Blochausen

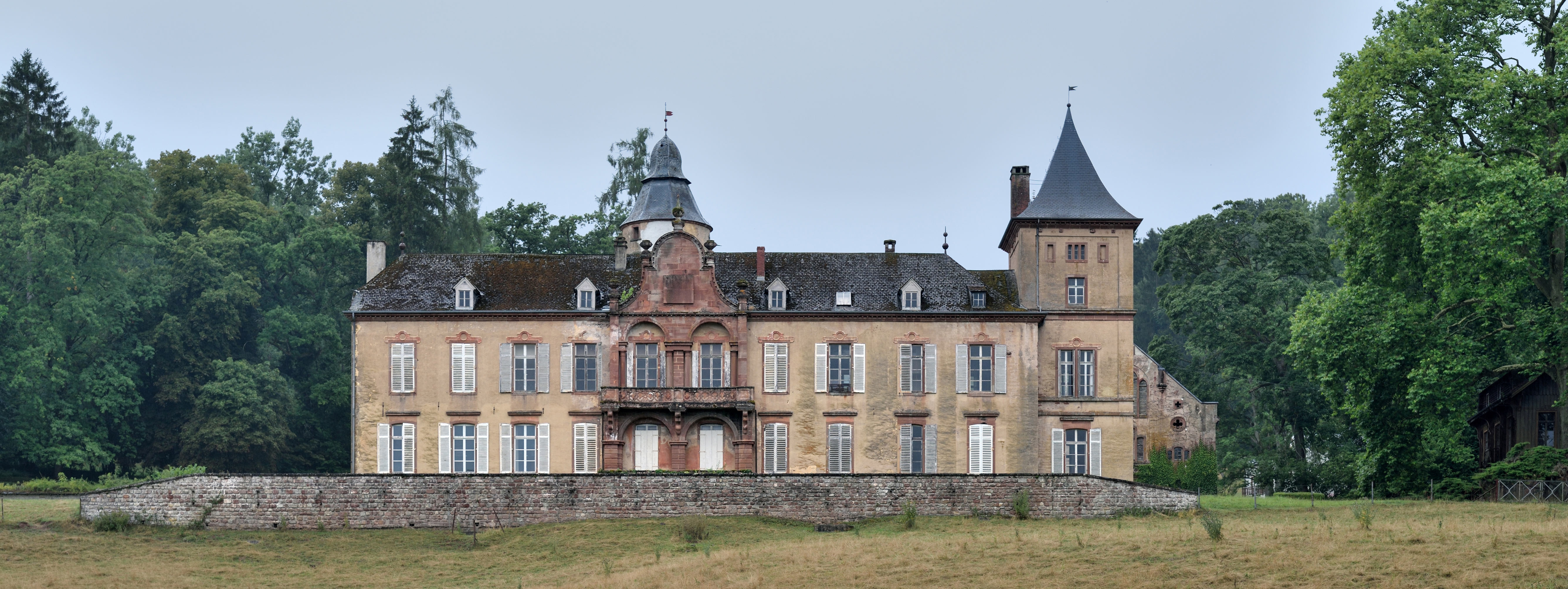
Het kasteel van Birtrange, behorende aan de Blochausen

Friedrich Georg Prosper baron von Blochausen (Frans: Frédéric Georges Prosper Baron de Blochausen) (Parijs, 2 juli 1802 - Contrexéville, 1 juni 1886) was staatskanselier van Luxemburg in Den Haag. 

## Geschiedenis
- In 1710 werd verheffing in de erfelijke adel verleend aan Jacobus de Blochausen door keizer Jozef I.

## Levensloop
Georges de Blochausen werd onder het Verenigd Koninkrijk der Nederlanden in 1827 in de erfelijke adel erkend met de titel baron, overdraagbaar bij eerstgeboorte. Hij was een zoon van Joseph de Blochausen, heer van Berg, Bitbourg, La Rochette, en van Anne Couturier. Hij trouwde in 1832 in Habay-la-Vieille met Victorine d'Anethan (1806-1869). Hij werd lid van de Ridderschap van Luxemburg, kamerheer van Willem I der Nederlanden en rijkskanselier voor het Groothertogdom Luxemburg.
Het Groothertogdom Luxemburg was toen in personele unie met Nederland verenigd en werd tot 1842 geregeerd als een Nederlandse provincie, ook al lag het binnen de Duitse Bond. Von Blochausen was kamerheer van koning Willem III der Nederlanden. 
Zijn zoon Félix de Blochausen was Luxemburgs minister van Financiën.